# Gedenkstätten für die Opfer des Nationalsozialismus in Köln
Die Liste der Gedenkstätten für die Opfer des Nationalsozialismus in Köln erfasst Denkmäler und Mahnmale aus den Jahren nach 1945, die an die Zeit des Nationalsozialismus erinnern.
Die aufgelisteten Gedenkstätten gehen einerseits auf die „Gedenkpolitik des offiziellen Kölns“ zurück, „andererseits die Erinnerungsarbeit vornehmlich der Opferverbände“. Sie lassen sich sowohl bezüglich des Ortes (Orte bestimmter Ereignisse, Grabstellen, Orte ohne konkreten Bezug u. a.), der Opfergruppen und der Form der Gestaltung (Denkmal, Mahnmal, Gedenktafel, Bodenplatte, Gedenkstein, Gedenkort u. a.) vielfältig kategorisieren.

## Gedenkstätten seit 1948
Auf dem jüdischen Friedhof in Bocklemünd wurde gut drei Jahre nach Kriegsende am 6. Juni 1948 als erstes Mahnmal in Köln das Ehrenmal für die Opfer der Shoah aus Köln eingeweiht. Die Inschrift erinnert an die „über 11000 Schwestern und Brüder unserer Gemeinde, die als Opfer des nationalsozialistischen Rassenwahns für das Judentum in den Jahren 1933–1945 gefallen sind“. Ein erstes Denkmal in der Innenstadt, das mit der Inschrift „Die Toten“ allgemein an die Opfer des Krieges erinnern sollte, wurde im November 1949 mit der Skulptur Die Trauernde von Gerhard Marcks vor der Ruine von St. Maria im Kapitol auf Veranlassung der Stadtverwaltung errichtet. Als erstes Mahnmal für die Opfer der nationalsozialistischen Gewaltherrschaft in der Innenstadt gilt der 1951 eingeweihte Gedenkstein für die sieben 1945 am Hansaplatz bestatteten Opfer der Gestapo (die Bronzeplastik der „Frau mit totem Kind“ wurde 1959 ergänzt), der von Verfolgtenverbänden zusammen mit der Stadt Köln gestiftet worden war. 1959 wurde die Kirchenruine Alt St. Alban als „zentrale Gedenkstätte der Bundesrepublik Deutschland für die Toten der Weltkriege“ eingeweiht. Viele dieser frühen Erinnerungsorte waren „in ihrem abstrakten Gestus kaum zu überbieten“, kritisierte 1994 der Publizist Martin Stankowski in einem Aufsatz über die Erinnerungskultur in Köln: „die allgemeinsten Benennungen und Titel, die fehlende Differenzierung zwischen Kriegstoten und Opfern nationalsozialistischer Gewalt, die christliche Symbolsprache […] alles das zeigt, dass es weniger um die Erinnerung bzw. Verdeutlichung der jüngsten Geschichte ging, sondern um eine abstrakte Pflichterfüllung in konventionellen Bildern und Formen“. Ein grundlegender Wandel der Erinnerungskultur erfolgte seit den späten 1970er Jahren. 1981 wurde die Gedenkstätte im Keller des EL-DE-Hauses und 1987 das NS-Dokumentationszentrum eröffnet. Zugleich entstanden in den 1980er und 1990er Jahren ein Großteil der in dieser Liste aufgeführten Denkmäler und Erinnerungsorte. Als bislang letztes größeres Mahnmal wurde 2020 der Gedenkort Deportationslager Müngersdorf eingeweiht.

## Stolpersteine, Spur der Erinnerung

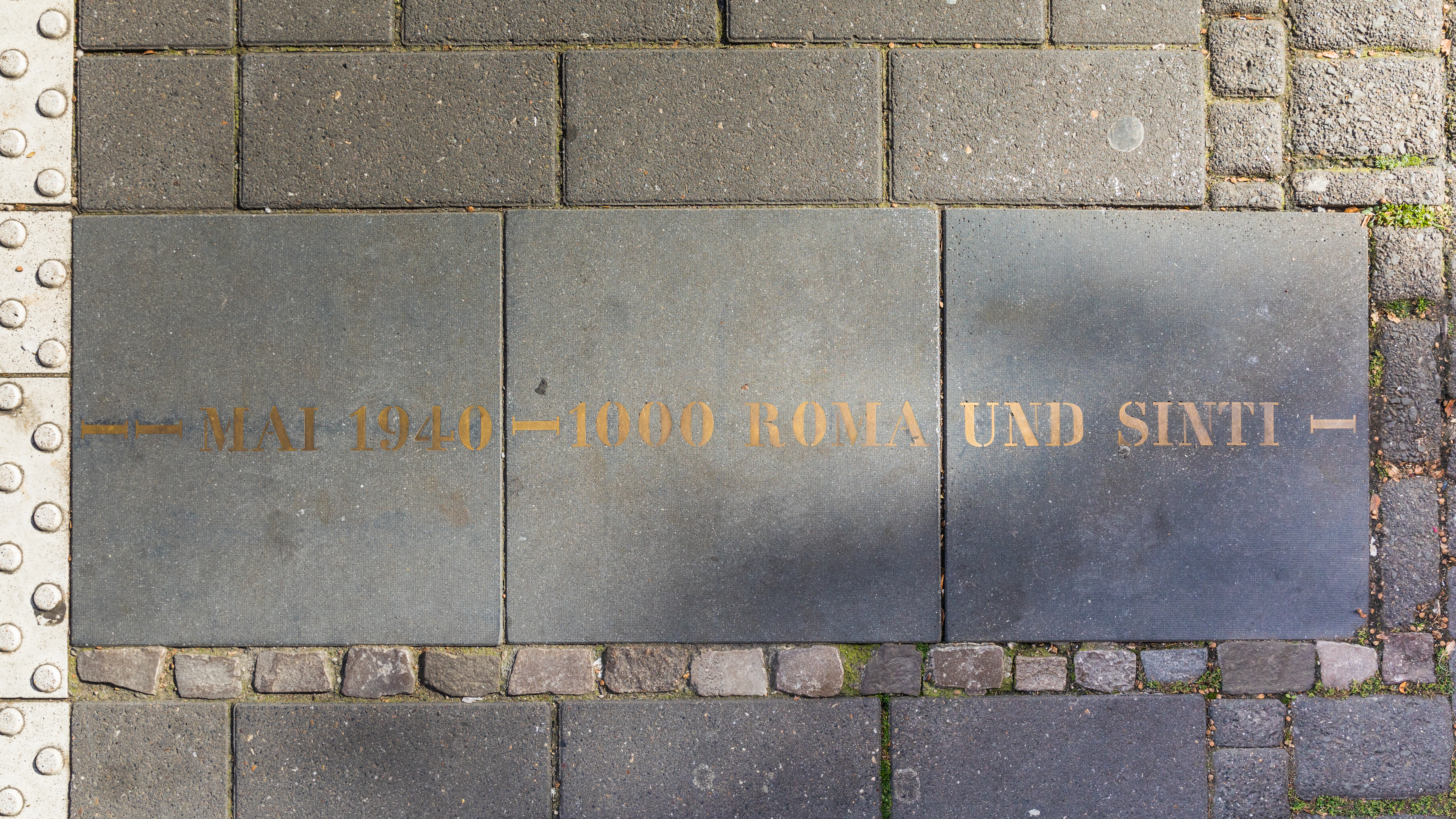
Spur der Erinnerung

Das größte und dezentrale Denkmal, das vor allem an die Opfer des Holocaust, aber auch an andere Opfer des NS-Regimes erinnert, sind die etwa 2.500 Stolpersteine in Köln. Sie werden in der Liste der Stolpersteine in Köln verzeichnet. Weil Gunter Demnig das Projekt in Köln gestartet hat, enthält diese Liste den allerersten Stolperstein vor dem Kölner Rathaus stellvertretend für alle anderen.
Ebenfalls von Gunter Demnig findet sich an 21 Orten der Stadt die Spur der Erinnerung in den Boden eingelassen. Stellvertretend für alle Stationen ist die Gedenktafel am Standort des ehemaligen „Zigeunerlagers“ Köln-Bickendorf aufgeführt, dem Startpunkt der Deportation der Sinti und Roma im Jahr 1940.

## Liste der Gedenkstätten für die Opfer des Nationalsozialismus in Köln
| Bild | Bezeichnung                                                                   | Stadtbezirk    | Stadtteil                                            |
| Beschreibung | Beschreibung                                                                  | Beschreibung   | Beschreibung                                         |
| --- | ----------------------------------------------------------------------------- | -------------- | ---------------------------------------------------- |
| | EL-DE-Haus                                                                    | 1 Innenstadt   | Altstadt-Nord Appellhofplatz ⊙                       |
| Im EL-DE-Haus am Appellhofplatz befand sich zwischen 1935 und 1945 das Hauptquartier der Gestapo für den Regierungsbezirk Köln. Das Gebäude wurde im Auftrag des Kölner Gold- und Uhrengroßhändlers Leopold Dahmen 1934/35 als Wohn- und Geschäftshaus am Appellhofplatz 23–25, Ecke Elisenstraße, erbaut. 1935 wurde der Rohbau von der Gestapo beschlagnahmt, die den Keller zu einem Zellentrakt umbaute. Das EL-DE-Haus wurde in den Folgejahren zu einem „Ort von Misshandlungen, Folter und Hinrichtungen“. 1981 wurde im ehemaligen Zellentrakt eine Gedenkstätte eingeweiht und 1988 das NS-Dokumentationszentrum der Stadt Köln eingerichtet, das ein Forschungszentrum, Ausstellungsräume (Dauer- und Sonderausstellung) sowie verschiedene Bildungsangebote umfasst. |                                                                               |                |                                                      |
| | Alt St. Alban                                                                 | 1 Innenstadt   | Altstadt-Nord Quatermarkt ⊙                          |
| Die Kriegsruine der Kirche Alt St. Alban wurde 1959 als „Zentrale Gedenkstätte der Bundesrepublik Deutschland für die Toten der Weltkriege“ eingeweiht. Im nicht zugänglichen Innenraum stehen Kopien der Skulpturen der „Trauernden Eltern“ von Käthe Kollwitz, die von Joseph Beuys und Erwin Heerich angefertigt wurden. Außerdem wurde das ursprünglich neben dem Dom stehende 1956 von Kurt-Wolf von Borries angefertigte „Kriegsgefangenenmahnmal“ mit dem Text: „Noch warten Kriegsgefangene auf ihre Heimkehr“ hier aufgestellt. |                                                                               |                |                                                      |
| | Erster Stolperstein                                                           | 1 Innenstadt   | Altstadt-Nord Rathausplatz ⊙                         |
| Vor dem historischen Rathaus in Köln hat Gunter Demnig am 16. Dezember 1992 den allerersten Stolperstein verlegt. Die Inschrift zitiert den Schnellbrief vom 29. Januar 1943, der auf den (nicht überlieferten) Auschwitz-Erlass Heinrich Himmlers vom 16. Dezember 1942 folgte. Demnig wollte damals mit dem Stein der geplanten, dauerhaften Fixierung der Spur der Erinnerung Nachdruck verleihen. Daraus entwickelte sich die Idee der Stolpersteine. 2010 wurde der „Urstolperstein“ von Unbekannten herausgebrochen und entwendet. Am 21. März 2013 verlegte Gunter Demnig einen gleich aussehenden neuen Stein. In Köln wurden inzwischen etwa 2500 Stolpersteine verlegt. |                                                                               |                |                                                      |
| | Gedenktafel Stadtverordnete im Spanischen Bau                                 | 1 Innenstadt   | Altstadt-Nord Rathausplatz ⊙                         |
| Gedenktafel an Kölner Stadtverordnete, die als Opfer der Nationalsozialisten Diktatur für ihre Überzeugung starben: Heinrich Arenz (KPD) 1901–1943 · Peter Baum (SPD) 1883–1944 · Georg Beyer (SPD) 1884–1943 · Ernst Hirsch (USPD) 1877-deportiert. 1945 für tot erklärt · Johann Mattlener (KPD) 1894–1945 · Dr. Otto Müller (Zentrum) 1870–1944 · Robert Ransenberg (SPD) 1876-deportiert. 1945 für tot erklärt · Rudolf Safarowski (KPD) 1903–1943 · Karl Sattler (KPD) 1896–1945 · Johann Thomer (KPD) 1889–1945 · Peter Trimborn (SPD) 1881–1941. |                                                                               |                |                                                      |
| | Mahnmal für die schwulen und lesbischen Opfer des Nationalsozialismus in Köln | 1 Innenstadt   | Altstadt-Nord Frankenwerft ⊙                         |
| Das von Achim Zinkann geschaffene Mahnmal für die schwulen und lesbischen Opfer des Nationalsozialismus in Köln erinnert seit 1995 am Rheinufer an der Hohenzollernbrücke, hauptsächlich an die damalige Homosexuellenverfolgung. Die Inschrift lautet: „Totgeschlagen – Totgeschwiegen, den schwulen und lesbischen Opfern des Nationalsozialismus“. Motiv des Denkmals ist der „rosa Winkel“, mit dem Homosexuelle in den Konzentrationslagern gekennzeichnet waren. Am Standort des Denkmals befand sich in den Vorkriegsjahren ein Pissoir, das ein bekannter Treffpunkt für Homosexuelle in Köln war. 2024 befindet sich das Mahnmal ausweislich des Fotos vom 27. April 2024 in einem etwas beschädigten und wenig gepflegten Zustand. |                                                                               |                |                                                      |
| | Schwelle der Erinnerung                                                       | 1 Innenstadt   | Altstadt-Nord Chargesheimer Platz ⊙                  |
| Die Schwelle der Erinnerung auf dem Chargesheimer Platz am Kölner Hauptbahnhof erinnert an die Opfer von Deportation und nationalsozialistischer Vernichtung. Das Mahnmal von Gunter Demnig wurde 2006 von der privaten Initiative „Die Bahn erinnern“ aufgestellt. Auf einer alten Bahnschwelle aus Eichenholz sind vier kleine Metalltafeln angebracht. Der Text der Inschriften lautet: „Viele Beamte, Angestellte und Arbeiter der Deutschen Reichsbahn waren in der Zeit des Nationalsozialismus an der Deportation von Millionen Menschen beteiligt. Nach genauen Zugfahrplänen wurden Frauen, Männer und Kinder aus allen Teilen Europas – meist in Güterwaggons gedrängt – in die Konzentrations- und Vernichtungslager abtransportiert. Im Gedenken an die Opfer von Deportation und nationalsozialistischer Vernichtung. Köln im Januar 2006. Die deutsche Bahn AG hat die Reichsbahn übernommen, weigert sich aber bis heute, in ihren Räumen und Bahnhöfen die Einbindung der Reichsbahn in die Verbrechen der Nazis öffentlich zu dokumentieren und zu bedauern.“ |                                                                               |                |                                                      |
| Detailansicht eines stilisierten Portraitrelief einer alten Frau, daneben Glasplatte mit Aufschrift: „Es lohnt sich immer, etwas zu tun, was man nicht für sich tut. Das ist auf dieser Erde fast für jeden zu finden.“ Freya von Moltke, geb. Deichmann, 1911 Köln – 2010 Norwich (Vermont, USA), Mitglied des Kreisauer Kreis, Unterstützerin des neuen Kreisau/Krzyżowa | Stele zu Ehren von Freya Gräfin von Moltke am Deichmannhaus                   | 1 Innenstadt   | Altstadt-Nord Bahnhofsvorplatz ⊙                     |
| Im Vorgängerbau des so genannten „Deichmannhauses“ in der Kölner Innenstadt, in unmittelbarer Nähe des Bahnhofs, wurde 1911 Freya von Moltke, geb. Deichmann geboren. Sie war Juristin, Schriftstellerin und Mitinitiatorin der Widerstandsgruppe Kreisauer Kreis. Anlässlich ihres 100. Geburtstages wurde 2011 eine Stele zu ihren Ehren enthüllt, die von Christian Bauer aus Mönchengladbach entworfen wurde. |                                                                               |                |                                                      |
| | Bodenplatte für die Opfer im ehemaligen Polizeipräsidium Schildergasse        | 1 Innenstadt   | Altstadt-Nord Schildergasse ⊙                        |
| Gedenktafel für die Opfer im ehemaligen Polizeipräsidium Schildergasse, Köln. Standort: Krebsgasse an der Einmündung zur Schildergasse Inschrift: „Zur Erinnerung an die Toten und als Mahnung für die Lebenden An dieser Stelle stand 1907–1945 das Polizeipräsidium. In den Jahren 1933–1935 auch Sitz der Geheimen Staatspolizei (Gestapo). Hier wurden zahlreiche Kölner Bürger wegen ihrer politischen Gesinnung durch die Gestapo misshandelt Rat der Stadt Köln 1981“ |                                                                               |                |                                                      |
| | Gedenktafel Synagoge Glockengasse                                             | 1 Innenstadt   | Altstadt-Nord Glockengasse ⊙                         |
| Die Synagoge Glockengasse war eine Synagoge, die nach Plänen des Dombaumeisters Ernst Friedrich Zwirner erbaut wurde. Die gesamten Baukosten wurden durch den Bankier und Mäzen Abraham Freiherr von Oppenheim getragen. Die Grundsteinlegung erfolgte am 30. Juni 1857 und die Einweihung am 29. August 1861. Während der Novemberpogrome 1938 wurde sie ebenso wie andere Kölner Synagogen zerstört. Heute erinnert eine Bronzetafel an der Fassade des Opernhauses am Rande des Offenbachplatzes an den ehemaligen Standort der Synagoge. |                                                                               |                |                                                      |
| | Deserteurdenkmal                                                              | 1 Innenstadt   | Altstadt-Nord Appellhofplatz ⊙                       |
| Das am 1. September 2009 eingeweihte Deserteurdenkmal am Appellhofplatz würdigt in Form einer Pergola des Schweizer Designers Ruedi Baur Deserteure und Kriegsgegner aus der Zeit des Nationalsozialismus. Das Denkmal steht in gleicher Entfernung zu drei historisch relevanten Gebäuden: dem ehemaligen Zeughaus (heute ein Gebäude des Kölner Stadtmuseums), dem EL-DE-Haus und dem Gebäude der ehemaligen Kölner Strafjustiz, wo während des Nationalsozialismus mindestens 123 Personen zum Tode verurteilt wurden. Um die Inschrift des Denkmals zu lesen, muss der Blick nach oben gewendet werden, es zeigt seinen Text scheinbar in den Himmel geschrieben, ohne festen Hintergrund in bunten Lettern aus Aluminium auf einer Fläche von acht mal vier Metern. Der aus Buchstaben unterschiedlicher Farbe gestaltete Text beginnt: „Hommage den Soldaten die sich weigerten zu schießen …“ Auf einem der Pfeiler steht die Inschrift „Wir gedenken der Menschen, die sich dem nationalsozialistischen Angriffs- und Vernichtungs-Krieg verweigert und widersetzt haben. Als Deserteure, Wehrkraftzersetzer, Kriegsdienst-Verweigerer oder ‚Kriegsverräter‘ in der Wehrmacht oder als zivile Kriegsgegnerinnen und Kriegsgegner scherten sie aus Front und Heimatfront aus. Allein 30.000 Soldaten und Zivilisten wurden von der NS Militärjustiz zum Tode verurteilt, 20.000 davon hingerichtet. Ihr Mut verdient unseren Respekt.“ |                                                                               |                |                                                      |
| | Lern- und Gedenkort Jawne                                                     | 1 Innenstadt   | Altstadt-Nord Erich-Klibansky-Platz ⊙                |
| Der Lern- und Gedenkort Jawne, welcher sich auf dem Gelände des zerstörten jüdischen Gymnasiums befindet, erinnert in Ausstellungen und Bildungsangeboten an die Geschichte der ehemaligen jüdischen Schule in der St.-Apern-Straße. Der ehemalige Schulhof wurde 1990 in Erich-Klibansky-Platz umbenannt. Auf dem kleinen Platz wurde von einem überlebenden Schüler mit dem Löwenbrunnen ein Denkmal mit den Namen der Ermordeten gestaltet. |                                                                               |                |                                                      |
| | Gedenktafel Synagoge Adass Jeschurun                                          | 1 Innenstadt   | Altstadt-Nord St.-Apern-Straße ⊙                     |
| In direkter Nachbarschaft des heutigen Lern- und Gedenkortes Jawne in der St.-Apern-Straße befand sich die Synagoge der orthodoxen Synagogengemeinde Adass Jeschurun. Das Innere wurde am 10. November 1938 zerstört, das Gebäude wurde bei einem Bombenangriff zerstört. |                                                                               |                |                                                      |
| Das Edith-Stein-Denkmal, einer Bronze mit den drei Figuren links und einer nach rechts führenden Rampe, die vor aufgehäuften Schuhen endet. Im Hintergrund eine leuchtend grüne Hecke | Edith-Stein-Denkmal                                                           | 1 Innenstadt   | Altstadt-Nord Kardinal-Frings-Straße ⊙               |
| Das Denkmal Edith Stein auf dem Börsenplatz wurde 1999 errichtet. Geboren in eine jüdisch-orthodoxe Familie, studierte Edith Stein u. a. Philosophie und promovierte 1916 in Freiburg im Breisgau. 1922 konvertierte sie zum Katholizismus und war als Lehrerin und Dozentin tätig. Nach Entzug ihrer Lehrbefugnis 1933 trat sie in ein Kloster ein; 1942 wurde sie in Auschwitz ermordet. Das Denkmal am Börsenplatz zeigt in drei Figuren Stationen ihres Lebens: als Jüdin, als Philosophin und Ordensfrau. Den Weg nach Auschwitz symbolisiert die aufsteigende Rampe, deren Details an alle Opfer des nationalsozialistischen Regimes erinnern. |                                                                               |                |                                                      |
| | Denkmal Gestapo-Opfer Hansaplatz                                              | 1 Innenstadt   | Altstadt-Nord Hansaplatz ⊙                           |
| Auf dem 1951 aufgestelltem Gedenkstein des Denkmals für die Gestapo-Opfer Hansaplatz (der erste Ort in der Kölner Innenstadt, an dem Opfern des Nationalsozialismus gedacht wurde) steht: „Hier ruhen sieben Opfer der Gestapo. Dieses Mal erinnert an Deutschlands schandvollste Zeit 1933–1945“. Sie wurden dort am 3. Juni 1945 beerdigt. Neben dem Gedenkstein steht die 1959 ergänzte Bronzeplastik „Frau mit dem toten Kind“ vom niederländischen Künstler Mari Andriessen. Andriessen hatte ursprünglich eine Figurengruppe von sechs Frauen als Antikriegsdenkmal geschaffen, die 1953 in Utrecht errichtet wurde. Die Figur „Bomslachtoffer“, die 1959 als Kopie vor der mittelalterlichen Stadtmauer aufgestellt wurde, sollte an die Opfer des Bombenkriegs erinnern, wobei „der Zusammenhang zu dem Geschehen in dem Gefängnis und den Opfern der Gewaltherrschaft nicht deutlich“ wird. |                                                                               |                |                                                      |
| | Denkmal Klingelpütz                                                           | 1 Innenstadt   | Altstadt-Nord Klingelpütz ⊙                          |
| Der Klingelpütz war ein Gefängnis in der Kölner Altstadt-Nord zwischen Gereonswall und Vogteistraße in der Nähe des Hansarings. Während des Nationalsozialismus fanden auch Hinrichtungen vom Volksgerichtshof und Reichsgericht zum Tode Verurteilter statt und es wird geschätzt, dass dort über 1.000 Menschen mit dem Fallbeil oder in Einzelfällen mit dem Handbeil hingerichtet wurden. Auf dem Denkmal steht die Inschrift: „Hier wurden von 1933–1945 über tausend von der nationalsozialistischen Willkürjustiz unschuldig zum Tod Verurteilte hingerichtet“. |                                                                               |                |                                                      |
| | Gedenktafel Kölner Kreis im Ketteler-Haus                                     | 1 Innenstadt   | Neustadt-Nord Bernhard-Letterhaus-Str. 26 ⊙          |
| Im Ketteler-Haus im Agnesviertel war der Treffpunkt des Kölner Kreises der katholischen Arbeiterschaft. Hier wirkten Otto Müller, Nikolaus Groß und Bernhard Letterhaus im Widerstand gegen den Nationalsozialismus. Alle drei wurden 1944/45 hingerichtet. |                                                                               |                |                                                      |
| | Gedenktafel Gesundheitsamt Neumarkt                                           | 1 Innenstadt   | Altstadt-Süd Neumarkt 15–21 ⊙                        |
| Im Eingangsbereich des Gesundheitsamtes am Neumarkt erinnert eine 1997 von den Mitarbeitern angebrachte Gedenktafel an die Arisierung des Gebäudes: „Die Häuser Neumarkt 15–19 und Neumarkt 21 gehörten seit 1909 der Firma Bing. Im Jahre 1939 wurden die jüdischen Besitzer nach der Reichspogromnacht gezwungen, diese Häuser weit unter Wert an die Stadt Köln zu verkaufen. Seit 1940 ist hier das Gesundheitsamt der Stadt Köln untergebracht“. |                                                                               |                |                                                      |
| | Denkmal Die Trauernde                                                         | 1 Innenstadt   | Altstadt-Süd St. Maria im Kapitol ⊙                  |
| Die Skulptur Die Trauernde steht neben der romanischen Kirche St. Maria im Kapitol zum Gedenken an die Opfer des Zweiten Weltkriegs. Der Bildhauer und Grafiker Gerhard Marcks schuf sie 1949 im Auftrag der Stadt Köln. Die Skulptur wird auch als „Kölner Totenmal“ bezeichnet. |                                                                               |                |                                                      |
| | Gedenktafel Braunes Haus                                                      | 1 Innenstadt   | Neustadt-Süd Mozartstraße ⊙                          |
| Im Gründerzeithaus Mozartstraße 28 befand sich von Oktober 1932 bis November 1934 die Gauleitung der NSDAP für den Gau Köln-Aachen. Das Gebäude wurde seinerzeit in Anlehnung an die Reichsparteizentrale der NSDAP in München „Braunes Haus“ genannt; in seinem Keller folterten und misshandelten SA und SS viele Oppositionelle, darunter im März 1933 den sozialdemokratischen Journalisten und Politiker Wilhelm Sollmann, der zehn Jahre zuvor deutscher Innenminister war und über seine Erfahrungen im „Braunen Haus“ Berichte hinterließ. |                                                                               |                |                                                      |
| | Gedenkraum Synagoge Roonstraße                                                | 1 Innenstadt   | Neustadt-Süd Roonstraße ⊙                            |
| Die 1899 eingeweihte Synagoge Roonstraße wurde beim Novemberpogrom 1938 schwer zerstört, blieb aber als Ruine erhalten. 1959 wurde die Synagoge wiedereröffnet und ist seither das Zentrum der Synagogen-Gemeinde Köln. In der Gedenkhalle erinnert eine Gedenktafel mit den Worten „Der du diese Halle betrittst – verweile in stillem Gedenken an die über Sechsmillionen unschuldig gemordeten Schwestern und Brüder“. An Heiligabend 1959 wurde die erst zwei Monate zuvor eröffnete Synagoge mit Hakenkreuzen und der Aufschrift „Deutsche fordern: Juden raus“ beschmiert. |                                                                               |                |                                                      |
| | Gedenktafel Kommunistische Proteste Elsaßstraße                               | 1 Innenstadt   | Neustadt-Süd Elsaßstraße ⊙                           |
| In der Elsaßstraße kam es am 3. März 1933 zu einer Straßenschlacht zwischen Einwohnern und SA-Einheiten, welche die Machtergreifung Hitlers im Januar des Jahres feierten. Die kommunistisch geprägten Bewohner der Straße sahen dies als äußerste Provokation und wehrten sich gegen diese Machtdemonstration, indem sie Haushaltsgegenstände auf den Fackelzug warfen. Infolgedessen wurde die Straße und die gesamte Umgebung für 72 Stunden abgeriegelt. Es gab weitgehende Hausdurchsuchungen und über 70 Festnahmen, von denen einige in Haftstrafen und Folter endeten. |                                                                               |                |                                                      |
| | Bodendenkmal Namen der Autoren                                                | 1 Innenstadt   | Neustadt-Süd Claudiusstraße ⊙                        |
| Am Eingang der Technischen Hochschule in der Claudiusstraße befindet sich seit 2001 das Denkmal Namen der Autoren, eine Erinnerung an die Bücherverbrennung im Mai 1933 vor dem damaligen Universitätshauptgebäude, mit Namen von den Nazis verfemter Autoren, die mit Schrifteisen in Basaltlavaquader eingelassen wurden. Das Mahnmal geht auf eine Initiative des Kunstkritikers Walter Vitt zurück. Im 1907 fertig gestellte Gebäude der heutigen TH war ab 1920 die neu gegründete Universität zu Köln untergebracht. Ab dem 5. November 1934 hatte die Leitung des Gaues Köln-Aachen der NSDAP hier ihren Sitz. |                                                                               |                |                                                      |
| | Informationstafel Edelweißpiraten im Volksgarten                              | 1 Innenstadt   | Neustadt-Süd Rosengarten im Volksgarten⊙             |
| Der Volksgarten war im Zweiten Weltkrieg ein wichtiger Treffpunkt für die Edelweißpiraten. Seit 2021 erinnert eine Informationstafel an den Treffpunkt im ehemaligen Fort Paul. |                                                                               |                |                                                      |
| | Gedenktafel Bahnhof Deutz und Bodenplatte „Nie wieder“                        | 1 Innenstadt   | Deutz Auenweg ⊙                                      |
| Die Gedenktafel am Bahnhof Deutz erinnert an die Deportationstransporte, die auf der unteren Ebene des Deutzer Bahnhofs abfuhren. Auf der am 9. März 1990 eingeweihten Gedenktafel steht: „An dieser Stelle war der Aufgang zum Bahnhof Deutz-Tief. Von hier aus wurden 1940/41 mehr als 1.500 Sinti und Roma und seit 1941 über 11.000 Juden in Konzentrationslager deportiert. Zudem wurden die Häftlinge des Messelagers Deutz hier an- und abtransportiert. Über diese Treppe gingen viele Menschen in den Tod.“ Auf dem Boden vor der Tafel versenkte die Künstlerin Helga Eitz 1993 „einen hölzernen Schädel, in dem ein eisernes Hakenkreuz eingerammt ist“. Daran erinnert eine Bodenplatte mit der Aufschrift „Nie wieder. HE 1993“. |                                                                               |                |                                                      |
| | Denkmal Messelager Köln                                                       | 1 Innenstadt   | Deutz Kennedy-Ufer⊙                                  |
| Das Messelager Köln war ein von 1939 bis 1945 bestehender Lagerkomplex auf dem Gelände der Kölner Messe im rechtsrheinischen Kölner Stadtteil Deutz. Dazu gehörte ein Außenlager des KZ Buchenwald, das als SS-Baubrigade III von September 1942 bis Mai 1944 dort untergebracht war. Weiterhin gab es auf dem Gelände ein Kriegsgefangenenlager, ein Polizeihilfsgefängnis (Arbeitserziehungslager) der Gestapo sowie Lager für zivile Zwangsarbeiter. Die Messe diente auch als Sammellager für die Deportation der jüdischen Bevölkerung und der Sinti und Roma („Zigeuner“). |                                                                               |                |                                                      |
| | Gedenktafel Messelager Köln                                                   | 1 Innenstadt   | Deutz Messelager Köln ⊙                              |
| Siehe zuvor. Inschrift der Plakette am Messeturm: „1944/45 war dieses Gebäude Aussenstelle des Konzentrationslagers Buchenwald. Seine Insassen schworen nach ihrer Befreiung: „Der Aufbau einer neuen Welt des Friedens und der Freiheit ist unser Ziel“ 1986 fand hier der 6. Weltkongress der Vereinigung ‚Internationale Ärzte für die Verhütung des Atomkriegs‘ (IPPNW) statt.“ |                                                                               |                |                                                      |
| | Denkmal der Grauen Busse                                                      | 1 Innenstadt   | Deutz Hermann-Pünder-Straße ⊙                        |
| Das Denkmal der Grauen Busse ist ein zweiteiliges Denkmal, das 2006 für die Opfer der Krankenmorde der nationalsozialistischen „Aktion T4“ (sogenannte „Euthanasie“) im Zentrum für Psychiatrie Weißenau (der ehemaligen „Heilanstalt Weißenau“) in Ravensburg errichtet wurde. Anschließend wurde das Denkmal an verschiedenen Orten ausgestellt. Es stand vom 1. September 2011 bis 18. April 2012 am Kennedy-Ufer vor dem Hauptgebäude des Landschaftsverband Rheinland. |                                                                               |                |                                                      |
| | Gedenktafel Synagoge Deutz                                                    | 1 Innenstadt   | Deutz Reischplatz ⊙                                  |
| Von 1915 bis 1938 befand sich hier die Synagoge Deutz; sie war erbaut worden, nachdem die vorherige Synagoge dem Bau der Deutzer Hängebrücke zum Opfer gefallen war. Im November 1938 drangen SA-Männer in die Synagoge ein, zertrümmerten die Einrichtung und legten Feuer. Aus der Synagoge geraubte Gegenstände sind weiterhin verschwunden. Seit 1984 weist eine Gedenktafel auf die Synagoge hin. |                                                                               |                |                                                      |
| | Entferntes SA-Mann-Relief – Gedenktafel evangelisches Gemeindehaus Marienburg | 2 Rodenkirchen | Marienburg Mehlemer Straße ⊙                         |
| Das entfernte Relief eines SA-Manns (Martin-Luther-Haus Köln Marienburg) findet sich am Portal des 1933/34 errichteten evangelischen Gemeindehauses in der Mehlemer Straße 27. Das in seinen Grundrissen noch erkennbare Relief dient seit 1984 als Mahnmal. Eine im Mai 2005 angebrachte Gedenktafel am Portal erklärt: „Damit erinnert die Gemeinde an das Versagen und die Schuld der Gemeinde und großer Teile der evangelischen Kirche“. |                                                                               |                |                                                      |
| | Skulpturengruppe „Die Opfer“ von Willy Meller                                 | 2 Rodenkirchen | Rodenkirchen Friedhof Sürther Straße ⊙               |
| Willy Meller (1887–1974) war ein im Rheinland populärer Bildhauer in der Zeit des Nationalsozialismus, bekannt beispielsweise durch seine Skulpturen in der NS-Ordensburg Vogelsang. Nach dem Krieg schuf er eine Skulpturengruppe „Die Opfer“, deren Original sich heute auf dem Friedhof Sürther Straße in Köln-Rodenkirchen und ein Abguss auf dem Friedhof Frechen St. Audomar befindet. Die fünf Skulpturen sollen laut Angaben des Künstlers fünf Typen von „Opfern“ zeigen: einen Soldat, eine Mutter mit Kind, einen Jungen mit Trommel, einen Gefangen und einen Verhungerten. Weil Meller als belastet galt, erhielt er nach dem Krieg kaum noch Aufträge. Die Skulpturengruppe, an der nach eigenen Angaben 12 Jahre lang gearbeitet hatte, wurde erst nach seinem Tod auf dem Rodenkirchener Friedhof installiert. Die in ihrer drastischen Darstellung verstörenden Skulpturen sind auf dem Rodenkirchener Friedhof ohne jede Kommentierung zu sehen. Die Botschaft der Skulpturen bleibt offen: „Sind in dem Denkmal auch Opfer der NS-Verfolgung dargestellt oder beschränkt es sich auf die Darstellung ‚deutscher‘ Opfer?“ – und macht auch aufgrund der Rolle des Bildhauers eine „kritische Auseinandersetzung notwendig“. |                                                                               |                |                                                      |
| | Gedenkort Deportationslager Köln-Müngersdorf                                  | 3 Lindenthal   | Müngersdorf Walter-Binder-Weg ⊙                      |
| Das Deportationslager Köln-Müngersdorf war ein von Oktober 1941 bis März 1945 im Bereich des heutigen Walter-Binder-Weges westlich von Alt-Müngersdorf gelegenes Sammellager, in dem die jüdische Bevölkerung aus Köln und Umgebung ghettoisiert und von dort in die Ghettos und Vernichtungslager im besetzten Osteuropa deportiert wurde. Es umfasste zwei Lagerbereiche, erstens das ehemalige Fort V (äußerer Festungsring) und zweitens ein etwa 250 m entfernt gelegenes Barackenlager. 1943 und 1944 diente das Lager auch der Unterbringung von ausländischen Zwangsarbeitern und ab Oktober 1944 als sogenanntes Arbeitserziehungslager. Es wurde Anfang März wenige Tage vor dem Eintreffen der amerikanischen Truppen aufgelöst. Insgesamt wurden nach Schätzungen etwa 3.500 Menschen aus dem Lager deportiert. Am historischen Ort wurde 2020 der Gedenkort Deportationslager Köln-Müngersdorf errichtet. Im Mittelpunkt des Gedenkorts steht die Skulptur „Wall“ nach Plänen von Simon Ungers (1957–2006). Außerdem geben drei Informationstafeln Auskunft über die Geschichte des Lagers, die durch den 280 m langen Weg des Gedenkens miteinander verbunden sind. |                                                                               |                |                                                      |
| Weiße Ziegelmauer, an der ein geschwungenes Metallelement angebracht ist. Ausgespart ist eine menschliche Figur mit erhobener Hand. Darunter rechts eine Acryltafel mi Textinschrift zu Albert Richter | Gedenktafel Albert Richter – Radstadion Köln                                  | 3 Lindenthal   | Müngersdorf Peter-Günther-Weg ⊙                      |
| Albert Richter war ein erfolgreicher Bahnradsportler, der unter ungeklärten Umständen im Gefängnis von Lörrach zu Tode kam. Er gilt neben Werner Seelenbinder als einer von zwei deutschen Sportlern, die aufgrund ihrer regimekritischen Haltung in der NS-Zeit ums Leben gebracht wurden. Die Gedenktafel wurde von John Bachem gestaltet und am Radstadion Köln angebracht. Die Tafel befindet sich derzeit (2024) nicht in situ, da das bisherige Radstadion zugunsten eines Neubaus abgerissen wurde. |                                                                               |                |                                                      |
| | Bodenplatte Treffen Papens mit Hitler in der Villa Schröder                   | 3 Lindenthal   | Lindenthal Stadtwaldgürtel 35 ⊙                      |
| Das Treffen Papens mit Hitler im Haus des Bankiers Schröder am 4. Januar 1933 in Köln gilt als die „Geburtsstunde des Dritten Reiches“. Unter der Vermittlung des Bankiers Kurt Freiherr von Schröder einigten sich hier Franz von Papen und Adolf Hitler auf die Reichskanzlerschaft Hitlers. Vor dem Haus ist eine Gedenktafel in den Boden eingelassen. Die Inschrift lautet: „Hier, im Haus des Privatbankiers Kurt Freiherr von Schröder trafen sich am 4. Januar 1933 Adolf Hitler und Franz von Papen, um über eine Regierungsbildung zwischen Nationalsozialisten und Rechtskonservativen zu beraten. In diesem Gespräch wurden die Weichen für Hitlers Ernennung zum Reichskanzler am 30. Januar 1933 gestellt und die Voraussetzungen für die menschenverachtende Diktatur der Nationalsozialisten geschaffen. Kurt von Schröder unterstützte bereits vor 1933 die Ziele des Nationalsozialismus und organisierte nach 1933 finanzielle Leistungen der deutschen Wirtschaft an die SS.“ |                                                                               |                |                                                      |
| | Denkmal Zellengitter – Zwangsarbeiterinnen in Sülz                            | 3 Lindenthal   | Sülz Sülzgürtel 8 ⊙                                  |
| Das kleine Denkmal eines Zellengitters, das von zwei Händen umklammert wird, findet sich am ehemaligen Jugendheim Sülzburger Straße 112–118 in Sülz. Es wurde 1981 von Jugendlichen selbst entworfen und ausgeführt. Mit dem Denkmal wurde damals zum ersten Mal in Köln an Zwangsarbeiter erinnert. Auf der Tafel steht: „Zum Gedenken an die 44 Frauen, die während des 2. Weltkriegs auf diesen Gelände als sogenannte Fremdarbeiterinnen Zwangsarbeit verrichten mussten. Nie wieder Faschismus! Nie wieder Krieg!“ |                                                                               |                |                                                      |
| | Gedenktafel Nationalkomitee Freies Deutschland                                | 3 Lindenthal   | Sülz Sülzgürtel 8 ⊙                                  |
| Zum Gedenken an den Widerstandskämpfer Engelbert Brinker und an die Kölner Widerstandsgruppe Volksfrontkomitee Freies Deutschland. Neben kommunistischen Mitgliedern, die das Volksfrontkomitee leiteten, gehörten der Gruppe aus rund 200 Personen auch Sozialdemokraten, Bibelforscher, Ärzte, ehemalige Betriebsdirektoren und sogar NSDAP-Mitglieder an. |                                                                               |                |                                                      |
| | Gedenkort Ehrenfelder Gruppe und Edelweißpiraten                              | 4 Ehrenfeld    | Ehrenfeld Venloer Straße ⊙                           |
| Die Gedenktafel und die Wandgemälde in den Eisenbahnbögen am nordwestlichen Ende des Bahnhofs Ehrenfeld erinnern an die Ehrenfelder Gruppe und die Edelweißpiraten, von denen 13 Mitglieder in unmittelbarer Nähe am 10. November 1944 öffentlich gehängt worden sind. |                                                                               |                |                                                      |
| | Gedenktafel Albert Richter – Rheinlandhalle                                   | 4 Ehrenfeld    | Ehrenfeld Rheinlandhalle ⊙                           |
| Albert Richter war ein erfolgreicher Bahnradsportler aus Ehrenfeld, dessen Karriere in der Rheinlandhalle (die damals über eine Radrennbahn verfügte) ihren Ausgang nahm. Beim Ausreiseversuch in die Schweiz wurde er festgenommen und kam in der anschließenden Haft unter ungeklärten Umständen zu Tode. Die Gedenktafel wurde von Ulrich Schnackenberg gestaltet. |                                                                               |                |                                                      |
| Gedenktafel mit Grundriss der Synagoge und Inschrift „An dieser Stelle stand die Ehrenfelder Synagoge, verbunden mit einer Religionsschule für Mädchen und Jungen, erbaut 1927 nach dem Entwurf des Architekten Robert Stern, zerstört am Tag nach der Reichspogromnacht am 9. November 1938“. Rote Hausfassade, neben der Gedenktafel direkt ein gelbes „Ausfahrt verboten“-Schild und ein Handzettel des körnerstrassenfests. Daneben ragt noch der Stiel eines Spatens ins Bild | Gedenktafel Synagoge Ehrenfeld                                                | 4 Ehrenfeld    | Ehrenfeld Körnerstraße 91 ⊙                          |
| Der Grundstein für die Synagoge in der Körnerstraße wurde 1926 gelegt, eingeweiht wurde das Gebäude nach Entwürfen des Architekten Robert Stern 1927. Im Zuge der Novemberpogrome 1938 wurde sie zerstört. |                                                                               |                |                                                      |
| | Ehrenmal für die Opfer der Shoah aus Köln                                     | 4 Ehrenfeld    | Bocklemünd / Mengenich Venloer Straße ⊙              |
| Das Ehrenmal für die Opfer der Shoah aus Köln steht auf dem jüdischen Friedhof in Bocklemünd. Eine Bronzetafel erinnert an die „über 11000 Schwestern und Brüder unserer Gemeinde, die als Opfer des nationalsozialistischen Rassenwahns für das Judentum in den Jahren 1933–1945 gefallen sind“. Das Denkmal wurde von Helmut Goldschmidt entworfen. Finanziert wurde es durch Zuschüsse des Innenministeriums Nordrhein-Westfalen, als dessen Vertreter Marcel Frenkel bei der Einweihung am 6. Juni 1948 eine Ansprache hielt. |                                                                               |                |                                                      |
| Aufnahme eines Denkmals in Bronzeoptik | Mahnmal zur Erinnerung an zerstörte Kölner Synagogen                          | 4 Ehrenfeld    | Bocklemünd / Mengenich Venloer Straße ⊙              |
| Ebenfalls auf dem jüdischen Friedhof Bocklemünd erinnert eine Plastik von Franz Lipensky an die zerstörten Kölner Synagogen. Das Denkmal mit 6 Davidsternen für die sechs Millionen ermordeter Juden, einer Menora, einer zerstörten Torarolle und einem Mauerfragment markiert die Stelle, an der die aus den zerstörten Synagogen stammenden Ritualgegenstände begraben wurden. Die 2010 gestohlene Bronzeplastik wurde 2020 durch eine Replik aus Fiberglas ersetzt. |                                                                               |                |                                                      |
| | Denkmal für die jüdischen Gefallenen des Zweiten Weltkrieges                  | 4 Ehrenfeld    | Bocklemünd / Mengenich Venloer Straße ⊙              |
| Die Skulptur Denkmal für die jüdischen Gefallenen des Zweiten Weltkrieges auf dem jüdischen Friedhof Bocklemünd erinnert an die jüdischen Gefallenen des Zweiten Weltkrieges: „Im ewigen Andenken an die jüdischen Männer und Frauen, Soldaten und Widerstandskämpfer, die während der nationalsozialistischen Gewaltherrschaft (1933–1945) ihr Leben für die Freiheit des jüdischen Volkes gaben“ |                                                                               |                |                                                      |
| Rechteckige Gedenktafel mit Aufschrift Jerzy Gross; 16.11.1929 Krakau; 27.7.2014 Köln; gerettet aus dem Holocaust durch Schindlers Liste; zuletzt lebte er hier in der Siedlung der GAG | Gedenktafel Jerzy Gross                                                       | 4 Ehrenfeld    | Bickendorf Karl-Bosch-Straße/Ecke Westendstraße ⊙    |
| Bickendorf-Westend war der letzte Wohnort des Holocaustüberlebenden und ehemaligen „Schindlerjuden“ Jerzy Gross (1929 – 2014). Gross überlebte zwei Ghettos und drei Konzentrationslager im von Deutschland besetzten Polen, überstand mehrere Selektionen und landete schließlich auf der Liste des Unternehmers Oskar Schindler. Der forderte die zur Ermordung vorgesehenen Juden für den Arbeitseinsatz in seiner Brünnlitzer Fabrik an, wodurch sie dem sicheren Tod entkamen. In der Nachkriegszeit lebte Gross noch kurze Zeit in Polen, dann in Israel und schließlich in Düsseldorf und Köln, zuletzt in der GAG-Siedlung Westend, wo sich die Tafel befindet. Er hielt öffentliche Vorträge über seine Überlebensgeschichte. |                                                                               |                |                                                      |
| | Denkmal „Die Gefangenen“ – Gräberfeld Westfriedhof                            | 4 Ehrenfeld    | Vogelsang Venloer Straße ⊙                           |
| Vor dem Gräberfeld der Opfer von Krieg und Gewaltherrschaft steht ein Abguss (von 1958) der Skulptur „Die Gefangenen“ von Ossip Zadkine aus dem Jahr 1943. Die 1,90 Meter hohe Bronzeskulptur erinnert „an die Leiden der französischen Bevölkerung unter deutscher Besatzung“. 1958 erwarb die Stadt Köln einen Abguss der Plastik und stellte sie auf dem Westfriedhof auf. Die Skulptur wurde „aus einem gänzlich anderen Intentionszusammenhang gerissen, der sich nur schwer mit dem heutigen Aufstellungsort verträgt“. Auf dem Gräberfeld sind 3.700 Kriegstote beerdigt. |                                                                               |                |                                                      |
| | Denkmal „Jünglinge im Feuerofen“ – Gräberfeld Westfriedhof                    | 4 Ehrenfeld    | Vogelsang Venloer Straße ⊙                           |
| Ebenfalls auf dem Gräberfeld des Westfriedhofs wurde 1966 im Auftrag der Bundesregierung die etwa 4 m hohe Skulptur Jünglinge im Feuerofen von Herbert Calleen aufgestellt. Die Plastik soll eine alttestamentliche Szene darstellen. Die Jünglinge weigerten sich, das Standbild des Königs Nebukadnezzar anzubeten, und wurden deshalb dem Feuer übergeben, das sie unbeschadet überlebten. „Es ist fraglich, ob diese Metapher übertragbar ist auf die hier beerdigten Opfer der NS-Verfolgung, die diese nicht gerade überlebten“. |                                                                               |                |                                                      |
| | Luftfahrt-Mahnmal Butzweilerhof                                               | 4 Ehrenfeld    | Ossendorf Käthe-Paulus-Straße ⊙                      |
| Das Luftfahrt-Mahnmal am ehemaligen Flughafen Butzweiler Hof wurde 2007 eingeweiht und trägt die Inschrift: „Wir gedenken der Menschen, die im Frieden für die Luftfahrt starben. Wir trauern über die Männer, Frauen und Kinder, die im Weltkrieg auf dem Butzweilerhof und in Köln ihr Leben lassen mussten. Unsere Verantwortung gilt dem Frieden“. |                                                                               |                |                                                      |
| | Mahnmal für hingerichtete Zwangsarbeiter in Ossendorf                         | 4 Ehrenfeld    | Ossendorf Hermann-Josef-Schmitt-Straße ⊙             |
| In der Grünanlage in der Nähe der Peter-Lustig-Schule Ossendorf befindet sich ein kleines Mahnmal aus einem Findling und einer Gedenktafel, das an die Hinrichtung von zwei Zwangsarbeitern in Köln-Ossendorf erinnert. Die Inschrift der Gedenktafel: „Zur Erinnerung an : Franz Jakubowski (*23.4.1915 in Düsseldorf, ‡12.11.1942 in Köln-Ossendorf) Wasyl Zwadiuk (*19.1.1922 in Ubrynow bei Lwów, †4.2.1942 in Köln-Ossendorf) Beide arbeiteten als Zwangsarbeiter bei einem Bauern an der Frohnhofstraße. Franz Jakubowski war Pole und liebte eine deutsche Frau, Wasyl Zwadiuk war Ukrainer und wollte in seine Heimat zurück. Sie wurden an der Kiesgrube Breuer, die sich damals hier befand, in aller Öffentlichkeit von namentlich nicht bekannten Angehörigen der Geheimen Staatspolizei Köln erhängt. Alle Zwangsarbeiterinnen und Zwangsarbeiter aus der Umgebung mussten zusehen.“ Der Gedenkstein wurde 2013 eingeweiht. |                                                                               |                |                                                      |
| | Gedenktafel Spur der Erinnerung                                               | 4 Ehrenfeld    | Bickendorf Venloer Straße ⊙                          |
| Das Projekt Spur der Erinnerung von Gunter Demnig aus dem Jahr 1990 erinnert an die Deportation von Roma und Sinti aus Köln vom „Zigeunerlager“ Köln-Bickendorf (auch als Schwarz-Weiß-Platz bezeichnet) zum Bahnhof Deutz. Demnig trug seinerzeit die Spur mittels Farbe und einer auf eine Fahrradfelge montierten Schablone mit dem Schriftzug „Mai 1940 – 1000 Roma und Sinti“ auf. Die Linie ist heute nicht mehr erhalten. An markanten Punkten der Strecke wurden aber kurze Abschnitte aus Bronze mit der gleichen Aufschrift in den Boden eingelassen. An der Bahnunterführung nahe dem ehemaligen Schwarz-Weiß-Platz wurde in diesem Zuge eine Gedenktafel (Foto von 2005) angebracht. |                                                                               |                |                                                      |
| | Mahnmal Zwangsarbeiterlager Köln-Longerich                                    | 5 Nippes       | Longerich Lindweilerweg ⊙                            |
| Am 28. September 1991 wurde neben der Luther-Kapelle eine von der Künstlerin Rosemarie Peters angefertigte Gedenkplatte eingeweiht, die an die Zwangsarbeiterlager in Longerich erinnert. Die Inschrift lautet: „An dieser Stelle befand sich während der Zeit des nationalsozialistischen Völkermordes eines von mindestens fünf Lagern in Longerich Hier lebten unter menschenunwürdigen Bedingungen Kriegsgefangene sowie ausländische Frauen und Männer die Zwangsarbeit am Militärflughafen Butzweilerhof verrichten mussten. Wir wollen dass diejenigen die unter uns Deutschen gelitten haben niemals vergessen werden. Die Verantwortung für die Zukunft verlangt aus der Vergangenheit zu lernen“ |                                                                               |                |                                                      |
| Eine hexagonale Säule aus Granit in Form eines überdimensionalen Bleistifts liegt schräg, mit der Spitze nach oben, auf einem Basalt-Block, „wie abgelegt“. Davor eine Bodenplatte mit Text, einem kleinen Plan der Naumannsiedlung und einer diagonalen Linie. Das ganze in einer sehr schönen 20er-Jahre Wohnsiedlung mit rot-weißen Fassaden | Denkmal „Wartende Säule“ für Manfred Faber                                    | 5 Nippes       | Riehl Naumannviertel ⊙                               |
| Manfred Faber war der Architekt der Naumannsiedlung in Köln-Riehl. Er wurde 1944 von den Nationalsozialisten nach Auschwitz deportiert und ermordet. Das Denkmal des Bildhauers David Semper besteht aus einer hexagonalen Säule aus Belgisch Granit, die wie ein Bleistift zugespitzt ist. Sie ist schräg auf einem Basaltblock abgelegt. Eine Bodenplatte zeigt einen kleinen Aufriss der Naumannsiedlung und einen diagonalen Schnitt, der nach Auschwitz zeigt. |                                                                               |                |                                                      |
| Gedenkstein mit Metalltafel, Text: Den Opfern / der Gewaltherrschaft zum Gedenken Es liessen ihr Leben: 1933- / 1945: die Gemeindevertreter Johann Beckschäfer, Porz, / Paul Brätter, Wahn-Heide, Franz Decker, Urbach, / Heinrich Klein, Langel und 34 Männer und Frauen Den Lebenden / zur Mahnung In tiefer Verpflichtung Die Bürger der / Gemeinde Porz | Denkmal für während der NS-Zeit ermordete Gemeindevertreter in Porz           | 7 Porz         | Porz Alfred-Moritz-Platz ⊙                           |
| Die Inschriftentafel auf einem Steinblock steht vor dem Bezirksrathaus Porz und erinnert an vier kommunistische bzw. sozialdemokratische Porzer Ratsmitglieder und 34 weitere (nicht namentlich genannte) Personen, die während der NS-Zeit ermordet wurden. Das Mahnmal, gestaltet von dem Porzer Bildhauer Eduard Schmitz, steht auf einem kleinen Hochbeet, das von einer niedrigen Mauer eingefasst ist und mit einem Baumsolitär bepflanzt ist. |                                                                               |                |                                                      |
| | Gedenkort Gremberger Wäldchen                                                 | 8 Kalk         | Humboldt / Gremberg Gremberger Wäldchen ⊙            |
| Der Gedenkort für Opfer von Krieg und Gewaltherrschaft steht im Gremberger Wäldchen. Er soll an 74 sowjetische Bürger erinnern, die hier unter der nationalsozialistischen Herrschaft zwischen 1941 und 1945 ermordet wurden. Die Gedenkstätte befindet sich an der Stelle eines Massengrabs, die Gestaltung erinnert an einen kleinen Friedhof. Auf einer Steintafel am Boden steht: „Hier sind 74 sowjetische Bürger begraben, die während ihrer Gefangenschaft unter dem Faschismus in den Jahren 1941 bis 1945 ermordet wurden“. Die gleiche Inschrift findet sich in kyrillischer Schrift auf einem knapp zwei Meter hohen Gedenkstein. Am Fuß der Steintafel am Boden steht ein Keramikrelief von Klaus Balke mit einer Inschrift auf dem Sockel. Ursprünglich stand an dieser Stelle die Bronzeplastik „Trauernde Eltern“ des Künstlers, 1985 auf Initiative der Vereinigung der Verfolgten des Naziregimes angeschafft. 2020 wurde die Bronzefigur gestohlen und im Januar 2022 von Klaus Balke durch ein motivgleiches Relief aus Keramik ersetzt. Die Inschrift ist ein Zitat aus der „Kriegsfibel“ von Bertolt Brecht (1898–1956): „Und alles Mitleid, Frau, nenn ich gelogen, / das sich nicht wandelt in den roten Zorn, / der nicht mehr ruht, bis endlich ausgezogen, / dem Fleisch der Menschheit dieser alte Dorn“. |                                                                               |                |                                                      |
| | Mahnmal Flakhelfer                                                            | 8 Kalk         | Brück Hans-Schulten-Straße ⊙                         |
| Das hügelförmig angelegte Mahnmal für 17 Flakhelfer und einen Soldaten, die an dieser Stelle am 28. Januar 1945 getötet wurden, soll dem Künstler Joseph Höntgesberg zufolge ein aufgeschnittenes keltisches Hügelgrab darstellen. Unter dem Mahnmal soll sich ein ehemaliger Bunker befinden. Die Inschrift lautet: „Hier starben am 28. Januar 1945 siebzehn jugendliche Flakhelfer und ein Soldat. Noch in den letzten Tagen des längst verlorenen Krieges wurden die Jugendlichen vom NS-Regime bedenkenlos geopfert. Die Schüler der Oberschulen in Köln-Deutz und Bergneustadt sowie der Mittelschule in Wiehl wurden bei der Flugabwehr eingesetzt. Sie starben bei einem Angriff amerikanischer Bomber auf den Fliegerhorst Ostheim. Zur Erinnerung an die Flakhelfer (Namen) und den Soldaten (Name). Errichtet 2000. 55 Jahre nach der Befreiung vom NS-Terror und dem Ende des von den Deutschen begonnenen Krieges“. Der Soldat starb mit 37 Jahren, einer der Flakhelfer mit 17 Jahren, alle übrigen mit 16 Jahren. |                                                                               |                |                                                      |
| Teil einer Betonkonstruktion am Rheinufer mit 14 Rundbögen, über die ein Geh- und Radweg führt. Dahinter weiße, kubische Wohnhäuser | Gedenktafel Zwangsarbeiter Schlackenbergwerft                                 | 9 Mülheim      | Mülheim Stammheimer Ufer ⊙                           |
| Die Schlackenablage und Hafenanlage des Kabelfabrikanten Felten & Guilleaume Carlswerks diente während der Zeit des Nationalsozialismus und des Zweiten Weltkriegs als Lager für die von dem Unternehmen zur Zwangsarbeit eingesetzten Männer und Frauen, die überwiegend aus der Sowjetunion stammten. Am historischen Ort wurde 2014 eine Gedenktafel angebracht. |                                                                               |                |                                                      |
| | Denkmal Engelssturz                                                           | 9 Mülheim      | Dellbrück Otto-Kayser-Straße ⊙                       |
| Das Denkmal Engelsturz von Joseph Höntgesberg wurde am 22. November 1959 eingeweiht. Auf der Bodenplatte vor dem Denkmal steht: „Bezwingt den Ungeist. Die Bürger von Dellbrück den Toten der Gewaltherrschaft und der Weltkriege“. Das bekannte Motiv des Engelsturzes zeigt den Kampf des Erzengel Michaels und seiner Engel mit dem Drachen. |                                                                               |                |                                                      |
| | Gedenkort Zwangsarbeiterlager Dellbrück                                       | 9 Mülheim      | Dellbrück Eingang Ostfriedhof, Bensberger Marktweg ⊙ |
| Am Gedenkort eines Zwangsarbeiterlagers wurde am 21. November 1993 das Mahnmal ebenfalls von Joseph Höntgesberg eingeweiht. Die Gedenktafel steht auf einem stilisierten Barackenfundament. In der Mitte des Fundaments sind Betonplatten mit Fußabdrücken eingelassen. Auf der Gedenktafel steht: „In der Zeit der nationalsozialistischen Gewaltherrschaft befand sich hier in den Kriegsjahren 1943–45 ein Zwangsarbeiterlager mit hunderten Frauen und Männern: sowjetische und polnische Staatsangehörige, aus ihrer Heimat Verschleppte, die für die Kriegsziele der NS-Machthaber arbeiten mussten. Die Darstellung zeigt die Lage der Baracken von je 40 m Länge und 10 m Breite. Hier und in den anderen Lagern der Region litten die entwürdigten Menschen an Hunger. Viele starben an Krankheiten und Seuchen. Die barfüßigen Zwangsarbeiterinnen mit ihren melancholischen Gesängen auf den Wegen zu ihren Arbeitseinsätzen hinterließen ihre Spuren aus der Tiefe unserer Erinnerungen“. |                                                                               |                |                                                      |
| | Mahnmal Hinrichtungsort Schießplatz Dünnwald                                  | 9 Mülheim      | Dünnwald LSG Dellbrücker Wald ⊙                      |
| Der ehemalige Schießplatz am Kalkweg in Köln-Dünnwald war zwischen 1936 und 1945 Militärübungsplatz. Zwischen dem 15. Oktober 1940 und dem 23. Oktober 1943 diente der Schießplatz auch als Hinrichtungsstätte: 23 Männer, sogenannte „Wehrkraftzersetzer“ oder „Fahnenflüchtige“, wurden hier erschossen, nachdem sie von Militärgerichten zum Tode verurteilt worden waren. Die meisten dieser Männer wurden auf dem Westfriedhof beerdigt. 2019 wurde eine Stele nach dem Entwurf von Ruedi und Vera Baur (Paris) eingeweiht, die sich visuell an das Denkmal für die Opfer der NS-Militärjustiz am Appellhofplatz anlehnt. Sie trägt die Inschrift „Was kann man Besseres tun, als den Krieg zu verraten.“ |                                                                               |                |                                                      |